# Porcellio bombosus
Porcellio bombosus är en kräftdjursart som beskrevs av Shen 1949. Porcellio bombosus ingår i släktet Porcellio och familjen Porcellionidae. Inga underarter finns listade i Catalogue of Life.